# Gangster cerca moglie
Gangster cerca moglie (The Girl Can't Help It) è un film del 1956 diretto da Frank Tashlin.

## Trama
Tom Miller, talent scout in crisi, è sommerso dai debiti. Ne parla con Marty "Lardo" Murdock, ex gangster gestore di casinò, in passato anch'egli scopritore di talenti. Murdock propone a Miller la sua fidanzata, Jerri Jordan, che ha intenzione di sposare solo dopo averla fatta diventare una celebrità; in cambio aiuterà Miller a uscire dai debiti. Il problema è che Jerri, la cui unica aspirazione è quella di diventare una moglie e casalinga perfetta, non è affatto interessata ad una carriera nel mondo dello spettacolo, arrivando addirittura a fingere di essere stonata. La ragazza in realtà è legata a Murdock più dalla riconoscenza che gli deve per aver aiutato in passato suo padre che da un sentimento più profondo. Dopo varie vicissitudini scoppierà l'amore tra Miller e Jerri e "Lardo" diverrà un cantante.

## Colonna sonora
Durante il film vengono eseguiti i seguenti brani musicali:
- The Girl Can't Help It- Little Richard
- Tempo's Tempo - Nino Tempo
- My Idea of Love - Johnny Olenn
- I Ain't Gonna Cry No More - Johnny Olenn
- Ready Teddy - Little Richard
- She's Got It - Little Richard
- Cool It Baby - Eddie Fontaine
- Cinnamon Sinner - Teddy Randazzo & The Three Chuckles
- Spread the Word - Abbey Lincoln
- Cry Me a River - Julie London
- Be-Bop-A-Lula - Gene Vincent and His Blue Caps
- Twenty Flight Rock - Eddie Cochran
- Rock Around the Rockpile - Ray Anthony Orchestra
- Rocking Is Our Business - The Treniers
- Blue Monday - Fats Domino
- You'll Never, Never Know - The Platters
- Every Time You Kiss Me - Jayne Mansfield
- Giddy Up Ding Ding - Freddy Bell & The Bell-Boys